# 约翰·阿什伯里
约翰·劳伦斯·阿什伯里（1927年7月28日—2017年9月3日）是一位美国诗人。他出版过超过20卷诗集，赢得了美国几乎所有的主要诗歌奖项，包括以诗集《凸面镜中的自画像》获1976年普利策奖。但阿什伯里的作品仍有很大争议。他的《文选》中收录了一篇评论伊丽莎白·毕晓普的文章，他将自己描述为“一个愚蠢、自产自销的超现实主义者，甚至无视超现实主义诗歌的规则和逻辑”。虽然阿什伯里以其作品的后现代复杂性与不透明性知名，他声称他希望能为尽可能多的读者阅读，而不是自说自话。

## 生平
阿什伯里生于纽约州罗切斯特，在安大略湖附近的一所农庄长大；童年时曾失去了一个弟弟。阿什伯里在迪尔菲尔德学院接受了教育。迪尔菲尔德是一所全男性的学院，阿什伯里在那儿读了威斯坦·休·奥登和狄兰·托马斯的诗歌，并开始写诗。其中一首诗登上了《诗歌》杂志，但是是以一位同学的名义发表的，他在没有阿什伯里允许的情况下发表了该诗。他还在校报《迪尔菲尔德纸卷》上发表了一打其他诗歌，其中一首是关于他和一位同志学生的失意恋爱，以及一篇短篇小说。他最初想当画家。11岁到15岁阿什伯里每周到罗切斯特的艺术博物馆上课。
阿什伯里1949年从哈佛学院毕业，获得 A.B.荣誉，在那儿他是校园文学杂志《哈佛支持者》和图章社的成员。他写了关于奥登诗歌的论文。在哈佛他与肯尼斯·科克、芭芭拉·爱泼斯坦、V·R·朗、弗兰克·奥哈拉和爱德华·戈里成了朋友，且是罗伯特·克里利、罗伯特·布莱和彼得·戴维森。阿什伯里曾在纽约大学短暂学习，1951年在哥伦比亚大学拿到硕士学位。
1951至1955年阿什伯里在纽约当广告撰写人，1950年代中期他得到了富布赖特奖金，1965年全年他在法国度过。他曾是12卷的《艺术与文学》（1964–67）和哈利·马修斯的《孤独之地》（# 3/4; 1962）新诗卷的编辑。未来收支平衡，他翻译法语谋杀谜案故事，并任《纽约先驱论坛报》欧洲版编辑、《国际艺术》（1960–65）艺术批评家以及《艺术新闻》（1963–66）驻巴黎记者。在此期间他与法国诗人皮埃尔·马尔托里共同生活，他翻译了马尔托里的书《每个问题都是同一个问题》（1990）、《风景在门后》（1994）、《山水画家》（2008），以及阿蒂尔·兰波（《伪装》）、马克斯·雅各布（《骰子杯》）、皮埃尔·勒韦迪和雷蒙·鲁塞尔的书。回到美国之后，他成为了《纽约》和《新闻周刊》的艺术评论员，还担任《艺术新闻》编委会成员直到1972年。1976年至1980年，他专职担任《党派评论》编辑。
1963年末尾，阿什伯里在纽约的一次定期诗歌朗诵会上结识了安迪·沃霍尔。他之前已写过一些关于沃霍尔艺术的评论。同年他评论了沃霍尔的《花》，该作品在巴黎的松阿本德画廊展出，阿什伯里称沃霍尔造访巴黎是“自十九世纪王尔德将文化带到布法罗以来最大的跨大西洋活动”。接近1965年底时阿什伯里回到纽约，纽约影楼举办了盛大的晚会来欢迎他。他与沃霍尔的助手、诗人杰拉尔德·马兰加结成好友，并对后者的诗歌有很大影响。
1970年代早期，阿什伯里开始在布鲁克林学院任教，他的学生中包括姚强。1983年他被选为美国艺术及科学院会员。1980年他迁往巴德学院。在那儿担任小Charles P. Stevenson语言文学教授，2008年退休。2001至2003年他是纽约州诗歌奖得主，并任美国诗人学会秘书多年。他还是卫斯理大学Millet写作学会会员。他与伴侣大卫·凯尔马尼住在纽约和哈得孙。
2017年9月3日，阿什伯里於紐約州哈德逊的自宅中安詳辭世，享耆壽90歲。

## 延伸阅读
- Kacper Bartczak, In Search of Communication and Community: the Poetry of John Ashbery (Peter Lang, 2006)
- Harold Bloom, Figures of Capable Imagination
- Harold Bloom, ed., Modern Critical Views: John Ashbery (Chelsea House Publishers, 1985)
- Andrew Dubois, Ashbery's Forms of Attention (University of Alabama Press, 2006)
- Andrew Epstein, Beautiful Enemies: Friendship and Postwar American Poetry (Oxford University Press, 2006)
- David Herd, John Ashbery and American Poetry (Manchester University Press, 2000)
- Ben Hickman, John Ashbery and English Poetry (Edinburgh University Press, 2012)
- David Lehman, The Last Avant-Garde: The Making of The New York School of Poets (Anchor Books, 1999)
- David Lehman, ed., Beyond Amazement: New Essays on John Ashbery (Cornell University Press, 1980)
- David Perkins, A History of Modern Poetry, Volume II, Modernism and After (Harvard University Press （页面存档备份，存于）, 1987)
- Laura Quinney, The Poetics of Disappointment: Wordsworth to Ashbery
- David Shapiro, John Ashbery: An Introduction to the Poetry (Columbia University Press, 1979)
- John Shoptaw, On the Outside Looking Out: John Ashbery's Poetry (Harvard University Press （页面存档备份，存于）, 1995)
- Stephen Shore, Lynne Tillman, The Velvet Years: Warhol's Factory 1965-1967
- Susan M. Schultz, ed., The Tribe of John: Ashbery and Contemporary Poetry (The University of Alabama Press, 1995)
- Mark Silverberg, The New York School Poets and the Neo-Avant-Garde (Ashgate, 2010)
- Helen Vendler, Soul Says (Harvard University Press （页面存档备份，存于）, 1996)
- John Emil Vincent, John Ashbery and You: His Later Books (University of Georgia Press, 2007)